# 杨艺文
杨艺文（1961年4月—），女，汉族，山东荣成人，中华人民共和国政治人物，1983年6月加入中国共产党，1983年8月参加工作。
2018年至2023年担任北京市政协副主席、党组副书记。